# Île Abdul Kalam
L'île Abdul Kalam (odia : ଅବ୍ଦୁଲ କଲାମ ଦ୍ଵୀପପୁଞ୍ଜ (Abdula Kalāma Dwīpapuñja), hindi : अब्दुल कलाम द्वीप, anglais : Abdul Kalam Island), ou île Wheeler (odia: ହୁଇଲର୍ ଦ୍ଵୀପପୁଞ୍ଜ (Huilar Dwīpapuñja), hindi : व्हीलर द्वीप, anglais : Wheeler Island) est une île de l'Inde située au large des côtes de l’État d'Odisha, à environ 150 km de la capitale de l’État, Bhubaneshwar. L'île porte son nom actuel depuis le 4 septembre 2015, en l'honneur du docteur Avul Pakir Jainulabdeen Abdul Kalam,,, président de l'Inde de 2002 à 2007.

## Topographie
L'île Wheeler est située à environ 10 km de la côte orientale de l'Inde dans le golfe du Bengale et à environ 70 km au sud de la ville de Chandipur. L'île mesure 2 km de long et 390 acres (1,6 km2) de superficie. Le port le plus proche est celui de Dhamara.
En mai 2013, la question des changements dans la topographie de l'île est posée, en raison de l'érosion marine. L'île n'étant qu'un important banc de sable, l'eau de mer provoque des mouvements de terrain. La situation est aujourd'hui surveillée par les experts géologique de la National Institute of Ocean Technology (en) et de la DRDO.

## Centre d'essais de missiles

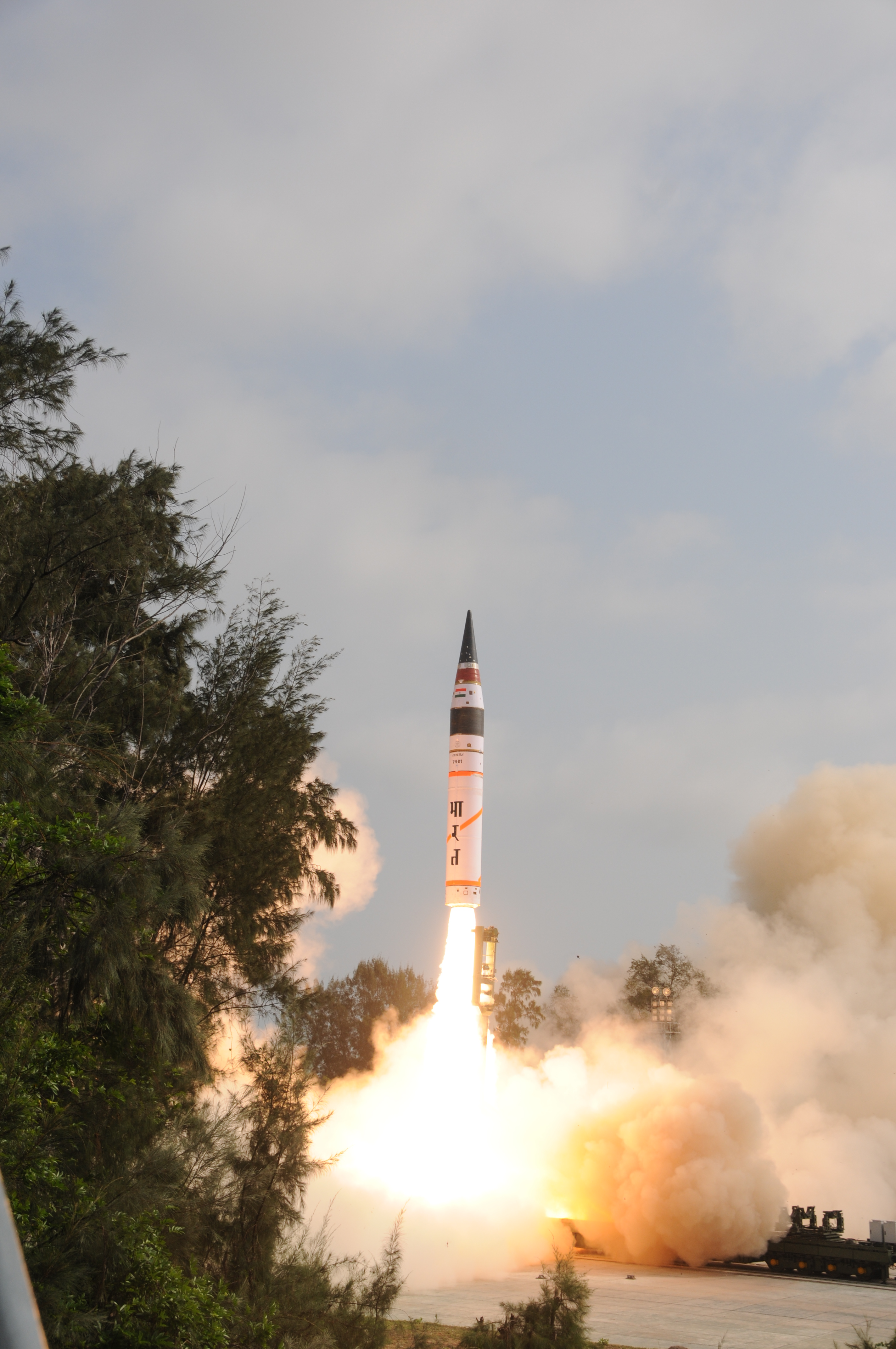
Premier tir d'un missile balistique Agni-V en 2012 depuis l'île Wheeler.

La Defence Research and Development Organisation (Organisation pour la recherche et le développement de la Défense indienne) a installé sur l'île une base de lancement et un centre d’essais intégré pour tester ses missiles.
La base de lancement de l'île Wheeler procède aux essais des missiles indiens depuis 1993, y compris les missiles longue portée. L'accès à la base se fait uniquement par voie maritime, en effet, il n'existe ni pont ni aéroport reliant l'île au sous-continent. Un petit héliport a été construit sur l'île cependant, tous les missiles, les ravitaillements, les matériaux de construction et autres équipements sont acheminés par bateau.